# فابريتسيو كليريسي
فابريتسيو كليريسي (بالإيطالية: Fabrizio Clerici)‏ هو مهندس معماري ورسام إيطالي، ولد في 15 مايو 1913 في ميلانو في إيطاليا، وتوفي في 7 يونيو 1993 في روما في إيطاليا.

## وصلات خارجية
- الموقع الرسمي